# Giacomo Rho
Giacomo Rho (Pàvia 1593 - Pequín 1638) (Nom xinès: Luo Yagu (羅雅谷), jesuïta italià, matemàtic i missioner a la Xina durant el regnat de l'emperador Chongzhen de la Dinastia Ming.

## Biografia
Giacomo Rho va néixer el 29 de gener de 1592 a Pàvia. Fill de l'advocat i jurista Alessandro Rho, comte de Borghetto, i de Livia Raggia. El seu germà Giovanni, també jesuïta, va ocupar les principals càtedres a Milà, Florència, Roma, Nàpols i Venècia, i l'altra germà, Paolo va ser nomenat senador pel monarca espanyol. En general els biògrafs de Rho coincideixen que tenia poques habilitats pels estudis teologics i humanístics i per contra destacava en matemàtiques.
Va ingressar al noviciat de la Companyia de Jesús el 24 d'agost de 1614 i va enviar la "Indepetae" el 14 de juny de 1616. Va ser ordenat sacerdot pel cardenal Roberto Bellarmino el 1617. Va sortir cap a la Xina l'abril de 1618, amb l'expedició de Nicolas Trigault i va arribar a Macau via Goa el 1622.

### Activitat a la Xina

#### Inicis a Macau
A Macau va coincidir amb els jesuïtes alemanys Johann Schreck (Terrentz) i amb Johann Adam Schall von Bell amb qui va escriure diverses obres. Amb Schall també va tenir un paper important en la defensa de Macau davant dels atacs dels neerlandesos, especialment el 22 de juny de 1622 amb l'atac del capità neerlandès Cornelis Reijersen en la denominada Batalla de Macau. En aquest fets s'atribueix a Rho, ser l'autor d'un tret de canó que va impactar sobre un barril de pólvora al bell-mig d'un esquadró neerlandès amb la conseqüent retirada dels atacants.

#### Activitat pastoral
Inicialment va ser destinat a Jiangzhou a la província de Shanxi, amb companyia de Alfonso Vagnoni i Lazzaro Cattaneo on va estudiar xinès i va desenvolupar una tasca pastoral.

#### Activitat científica
El 1r de setembre de 1629, un edicte imperial va ordenar la constitució d'una nova Oficina d'astronomia sota la direcció de Xu Guangxi amb la missió de reformar el calendari xines «d'acord amb els mètodes occidentals». El treball es va encarregar a Nicolò Longobardo i Johann Schreck amb Li Zhao i un grup d'experts xinesos. Schreck va ultimar un programa de traduccions de textos europeus i la preparació de nous tractats tècnics relatius a matèries com l'aritmètica, geometria, hidràulica, òptica o mecànica, sense oblidar la construcció d'aparells científics útils per les observacions i mesures.
La segona generació de matemàtics jesuïtes, a la qual pertanyia Giacomo Rho, va introduir teories, eines i mètodes matemàtics a la Xina que eren importants en el projecte global de la reforma del calendari desitjat pels Ming. Rho va participar amb la seva traducció al xinès de la Rabdologiæ del matemàtic escocès John Napier, on descriu l'àbac neperià, instrument que permetia calcular productes i divisions.
A la mort de Schreck, el 1630 Rho i Schall van ser cridats a Pequín per continuar les activitats relacionades amb la reforma del calendari xinès, que havia iniciat Schreck. A la mort de Xu, els treballs van continuar sota la direcció de Li Tianjing. El 1634 van poder presentar una enciclopèdia resum dels coneixements occidentals amb un total de 137 volums, amb el títol de Llibre del calendari del regne de Chongzhen. La secció dedicada a les matemàtiques i la de trigonometria de Schreck, incorporava dotze escrits de Rho, entre ells el Càlcul que per primer cop explicaven els logaritmes, una de les innovacions més importants de l'aritmètica europea del segle xvi.
Va morir a Pequín el 26 d'abril de 1638.

## Obres destacades
Una part important de les seves obres sobre matemàtiques i astronomia les va escriure conjuntament amb Schall:
1631
- Hengxing lizhi (Sobre estrelles fixes)

- Celiang quanyi (Mesura de cossos celestes)
- Bili guijie (Explicació sobre lleis de les proporcions)

1632
- Yueli lizhi (Teoria sobre els moviments lunars)

1633:
- Gujinjiao shikao (Investigació sobre eclipsis antics fins a l'actualitat)
- Xiyang xinfa lishu (Conjunt d'obres sobre la nova astronomia europea)

1634
- Jiaoshi biao (Taules sobre eclipsi lunar i solar) Chidao nanbei liangzong xingquantu (Planisferi Celeste) Baxianbiao (Taules trigonomètriques) amb Schall i Johann Schreck
- Chongzhen lishu (Col·lecció de llibres sobre astronomia i matemàtiques) amb Xu Guangqi, Li Zhidao, Li Tianjing, Nicolò Longobardo i Johnn Schreck

1635:
- Hengxing chumobiao (Taules sobre l'ascensió i descens d'estrelles fixes) amb Schall

També va escriure com altres jesuïtes, algun text relacionat amb la medicina com l'Explicació il·lustrada del cos humà (Renshen tushuo 人身 圖 說) cap a 1637, que va ser identificada com una traducció selectiva de l'Anatomia (1561) d'Ambroise Paré, elaborada a partir de la versió llatina continguda al Thesaurus chirurgiæ (Frankfurt, 1610).